# Alois Nebel
Alois Nebel è un film d'animazione del 2011 diretto da Tomás Lunák candidato all'European Film Awards per il miglior film d'animazione.